# Giuseppe Carosi
Giuseppe Carosi (Roma, 13 aprile 1883 – 1965) è stato un pittore, incisore e acquerellista italiano.

## Biografia
Nel 1896 Giuseppe Carosi ha esordito, appena tredicenne, all'Esposizione della Società degli Amatori e Cultori di Belle Arti, con una serie di acquerelli rappresentanti paesaggi. All'Accademia di Belle Arti di Roma ha avuto come maestro [Dario Querci] che lo ha formato alla semplicità del tratto nel disegno e all'uso dei colori brillanti nella pittura. All'Istituto Raffaele Sanzio ha studiato sotto la guida di Roberto e di Augusto Bompiani e dello scultore Paolo Bartolini. Ha presentato, a una mostra della Società Amatori e Cultori di Roma, l'acquarello Ritratto del fratello, in cui ha espresso naturalezza, quasi verismo. Ha esposto nella sezione giovanile della Esposizione internazionale di Venezia. 

### Tra i XXV della campagna romana
A diciassette anni Alberto Carosi proseguiva in modo autonomo la sua strada artistica. Su commissione si adattava anche ad eseguire dipinti di maniera, privi di ogni originalità. Entrò tra i XXV della campagna romana che lo chiamavano Bull-dog. Portava con sé il fratello minore Alberto, che gli altri pittori chiamavano cucciolo o  carosetto. Affinava lo stile con l'osservazione diretta dal vero: le sue figure sono ritratte nella loro quotidianità, ma sembrano come sospese nel tempo. Nella pittura en plein air egli è attratto dalla bellezza del luogo e subisce il fascino di un astratto e ideale mondo contadino. 
Nel malinconico ritratto di Miss K. Sage, ha inquadrato la figura su uno sfondo dell'Agro romano. «Ad indicare la complessità delle tendenze artistiche presenti a Roma nei primi decenni del Novecento - ha scritto Maria Elisa Tittoni - il retaggio simbolista è invece ancora presente nella tavola di Giuseppe Carosi Angelo con crisantemi [tav. XXXIX] del 1921, esposto alla II Biennale romana e probabilmente acquistato in quell'occasione dal Comune di Roma. La sottile figura femminile, aureolata dalla massa rosseggiante dei capelli cui contrasta il bianco dei crisantemi ai suoi piedi, è fissata in una posa ieratica di forte impatto decorativo.»
Giuseppe Carosi sapeva rendere vivo il paesaggio con sapienti chiaroscuri, con armonica gamma di colori, sempre vivaci ed eleganti. Ha decorato uno dei padiglioni della Mostra Internazionale di Torino, del 1911. Nel 1912 ha dipinto il fregio decorativo con la Cavalcata di Fermo, per il palazzo dei conti Vitali Rosati, a Fermo. Ha inciso angoli e scorci della campagna romana, in particolare le torri del Lazio. Tre suoi dipinti furono acquistati da Vittorio Emanuele III: La nebulosa, La casta Susanna e Gli zampognari. Sue opere sono conservate alla Galleria Capitolina e alla Galleria nazionale d'arte moderna e contemporanea di Roma.

### Mostre
Ha esposto a Roma con la Società degli Amatori e Cultori di Belle Arti e con l'Associazione degli Acquarellisti romani. Era presente alle mostre della Secessione Romana, alla XIV Mostra Internazionale di Venezia, a Biennali e a Quadriennali romane, all'Esposizione d'Arte Sacra a Padova, alla Mostra del Grigio-verde a Napoli, al Palazzo delle Esposizioni di Roma nel 1960.

### Opere
- Angelo dei crisantemi (L'Angelo del dolore), 1921, olio su tavola, Roma, Galleria nazionale d'arte moderna.
- Ninfa, 1930, olio su tavola, 199X97 cm, collezione privata. L'opera è stata esposta in occasione della I Quadriennale romana del 1931
- Ritratto di Paola Masino, 1930, disegno su carta, collezione Andrea Memmo.

1932 
"Ritratto di Spina Vismara "